# Bijan Zolfagharnasab
Bijan Zolfagharnasab (persan : بیژن ذوالفقارنسب) (né le 7 juin 1949 à Sanandaj en Iran) est un joueur de football international iranien, qui évoluait au poste de défenseur, avant de devenir entraîneur.

## Biographie

### Carrière en sélection
Avec l'équipe d'Iran, il joue 13 matchs (pour aucun but inscrit) entre 1973 et 1976. 
Il figure dans le groupe des sélectionnés lors de la coupe d'Asie des nations de 1976, que son équipe remporte.
Il participe également aux JO de 1976. Il joue trois matchs lors du tournoi olympique, atteignant les quarts de finale.

## Palmarès
Avec l'Iran, il remporte la Coupe d'Asie des nations 1976 en battant le Koweït en finale.